# Мухаџири (Османско царство)
Мухаџири или мухаџери (арап. مهاجر — досељеник, имигрант) је један од многобројних арабизама који се задржао у турском језику. Везује се углавном досељенике муслиманске вере, за потурице са Старопланинског полуострва, т.ј. Балкана. Исељавање муслимана, како добровољно, тако и присилно, се углавном повезује са престанком владавине Османског царства.
Многи мухаџири са подручја Балкана су пореклом Словени. Процес масовног протеривања и исељавања муслимана са територија над којима је је Османско царство изгубило контролу је трајао више од 300 година јер је започет током Великог бечког рата (1683—1699) и трајао све до потпуног распада Османског царства почетком 20. века, а затим и до распада СФР Југославије крајем 20. века, када је током рата у Босни и Херцеговини поново почео да се употребљава термин мухаџир, за избегле Бошњаке.

## Велики бечки рат (1683—1699)
Смањивање европске територије под контролом Османског царства почело је крајем 17. века, после неколико пораза војске Османског царства током Великог бечког рата који су резултовали Карловачким миром 1699. Од тада, упоредо са смањивањем територија Османског царства, долази до исељавања становника муслиманске вероисповести са територија захваћеним ратним дејствима и са оних територија које је Османско царство изгубило. Сви муслимани на територији коју је тада, после око 150 година од освајања, изгубило Османско царство (Ердељ, Банат, Доњи Срем, Хрватска, Лика, Банија, Далмација...) су у овом периоду или покрштени или прогнани Једино сведочанство о њиховом присуству су неколико турских купатила, турбета и неколико џамија.

## Аустријско освајање Београда 1717. године
Према османлијском путописцу Евлији Челебији, који је боравио у Београду 1660. године, Београд је тада имао око 98.000 становника, од којих 21.000 нису били Муслимани. Када је војска под командом аустријског војсковође Еугена Савојског освојила Београд 1717. године, у складу са чланом број 3 уговора о капитулацији потписаног 18. августа 1717. из Београда је извршено повлачење целокупног гарнизона војске Османског царства заједно са становништвом муслиманске вероисповести.

## Аустријско освајање Ниша 1737. године
Када су Аустријанци освојили Ниш 1737. године нагодбом о предаји града потписаном 28. јула 1737. године а која садржи 8 тачака, међу којима је и она која предвиђа начин исељавања „турског живља“ у Софију са својом покретном имовином, слугама и робовима. Аустријска власт је обезбедила коње и кола за исељавање становника Ниша у Софију а два турска таоца су били јемство да ће аустријанцима бити враћени коњи и кола као и надокнађена евентуална штета која им се током пута начини. Оружје и храна су морали да буду предати аустријским властима у складу са одредбама нагодбе.
Варош је 3. августа евакуисана. А 2.000 кола и 200 коња су из коморе вукла, под јаком стражом, 20.000 цивила и њихову имовину према Софији.

## Ратови између Русије и Османског царства крајем 18. века
Када су се Калмици населили почетком 17. века на подручје доње Волге, са тог подручја су протерали Ногајце који су избегли на подручје северног Кавказа и на Крим. Ова подручја су углавном припадала Османском царству. Када је Русија крајем 18. века заузела Крим, на Крим је насељено становништво словенског порекла а Ногајци (око 120.000) су пресељени на територију Кавказа и Кубана. Касније током ратова између Русије и Османског царства у периоду 1787—1792. су Ногајци поново исељени са подручја Кавказа на подручје северно од обала Азовског мора. У акцијама генерала Суворова су убијене хиљаде Ногајаца насељених на подручју Кубана.

## Први српски устанак (1804—1813)
Муслимани који су избјегли са подручја Београдског пашалука након Првог српског устанка и касније, и населили се на подручју данашње Републике Српске, се називају мухаџери или рјеђе мухаџири. Њихово насељавање је било распрострањено на скоро свим подручјима Босне и Херцеговине која је тада била под отоманском влашћу, а посебно у Подрињу и Посавини. Назив мухаџер или рјеђе мухаџир се јако дуго задржао у употреби у Подрињу, посебно у области Сребренице, Власенице, и околине.
У биографији Алије Изетбеговића који је рођен у Шамцу, Посавина у Републици Српској, каже се да је његова породица поријеклом из Београда, одакле су се као мухаџери доселили у Шамац.

## Кнежевина Србија после спровођења одредби Хатишерифа из 1830. и 1833. године
На основу одредби Хатишерифа од 5. августа 1830. године је било предвиђено да Турци смеју да станују само у градовима или да се иселе из Кнежевине Србије а своју непокретну имовину за коју поседују уредне тапије продају у року од годину дана. На територији Кнежевине Србије је 1830. живело, по неким проценама, око 10.000 муслимана, од чега у Београду око 4.000 Хатишерифом из 1833. године је дефинисано да у Кнежевини Србији смеју да остану само гарнизони војске Османског царства и постојеће муслиманско становништво у Београду, а да се сви остали муслимани морају иселити у року од пет година (пошто је било очигледно да је рок од годину дана из претходног хатишерифа прекратак за сређивање свих имовинско правних односа) са територије Кнежевине Србије. Они муслимани који су насељавали шест нахија које су одредбама султанових хатишерифа припојене Кнежевини Србији су се морали иселити одмах.

### Соколска нахија (1830—1834)
Највећи број муслимана насељених на територији Кнежевине Србије ван Београда је насељавао Соколску нахију. По неким изворима било их је 1.218 мушких глава и 2.594 фамилије у 522 куће. Пошто су муслимани из Соколске нахије одбили да се иселе, Књаз Милош Обреновић је наредио да војска изврши њихово протеривање преко Дрине у Босну (Османско царство). У јулу 1834. је прикупљена народна војска после оружаних сукоба успела да протера муслимане из Соколске нахије преко Дрине на територију Босне (Османско царство)

## Ратови између Русије и Османског царства половином 19. века
Током 19. века је, због успеха устаника против централне османске власти на Балкану, Азији и Африци и због успеха Русије у ратовима против Османског царства, дошло до веома значајног смањивања територије Османског царства и исељавања великог броја муслимана.
Процењује се да је око 7.000 Ногајаца са подручја које је до 1860. године прешло у посед Русије исељено у Добруџу. Током 1860. је дошло до великог егзодуса Ногајаца када је око 70.000 Ногајаца протерано углавном на подручје Добруџе (око 50.000). Током руског освајања Кавказа у периоду 1856—1864. је између 500.000 и 600.000 Черкеза и Татара избегло на територију Османског царства. У Османском царству је због појаве овако великог броја мухаџира основана Комсија за прихват избеглих која је регистровала да је у периоду 1876—1879. је на територију Османског царства ушло више од 500.000 мухаџира.
Порта је у јануару 1878. године наредила властима Солуна да омогуће смештај за око 50.000 мухаџира на подручју Солунског вилајета. Ногајци и Албанске Геге су се углавном насељавали у околини Солуна. Ипак, много више мухаџира је недељама транспортовано бродовима у правцу Бејрута и Смирне.

## Босна и Херцеговина после одлука Берлинског конгреса (1878)
Велики број муслимана је напустио аустроугарску провинцију Босну и Херцеговину након аустроугарске окупације 1878. године, а власти Османског царства су их населиле на просторе Косова, Метохије, Македоније и Албаније. Њихов број се значајно увећао након анексије Босне и Херцеговине 1908. године. Након Првог балканског рата у највећем броју су избегли или отишли за Турску.
У Србији постоје два села која се налазе у близини Гњилана, а која носе назив Горњи Мухаџери и Доњи Мухаџери.
Најмасовније исељавање Муслимана у вријеме Аустроугарске се десило на подручју западне Херцеговине, а српски пјесник Алекса Шантић је том феномену посветио своју пјесму „Остајте овдје“ 1896. године, у којој позива Муслимане да се не исељавају, сматрајући да су они потурчени Срби, а не Турци који требају да иду за Турском. Аустроугарске власти су на подручја која су напустили муслимани углавном насељавали римокатолике из данашње Републике Хрватске. Један од примјера је и случај породице Анте Павелића која се посредством Аустроугарске доселила у западну Херцеговину.

## Србија после одлука Берлинског конгреса (1878)
Одликама донетим на Берлинском конгресу 1878. године је формирана самостална држава Србија којој су припојена четири округа османског царства, нишки, пиротски, топлички и врањски. Велики je број муслимана (међу којима је и велики број Албанаца) који су насељавали ова четири округа. Они су избегли на територију Косова и Метохије где су вршили притисак на Србе да се иселе .

## Балкански ратови (1912—1913)
Током Балканских ратова и у периоду непосредно после њих је дошло до исељавања великог броја муслимана са територија које су освојили Балкански савезници. Са територије Косова и Метохији се око 20.000 качака повукло пред војском Краљевине Србије на територију коју обухвата данашња Албанија. Са територије коју обухвата данашња Република Македонија су се, углавном због насиља које су вршили хришћани, хиљаде муслимана повлачиле најчешће у неокупиране делове Османског царства. Извршиоци насиља су били становништво, разне паравојне формације (комити пробугарске ВМРО, грчки арданти, албански качаци, српски четници, муслимански башибозук) а у најмањој мери војске држава учесница Балканских ратова.

## Босна и Херцеговина током Другог светског рата
У Босни и Херцеговини је током Другог светског рата велики број муслимана избегао са подручја Подриња због злочина који су над њима вршили припадници ЈВУО, а бригу о организацији прихвата и смештаја ових мухаџира је преузео на себе Одбор народног спаса формиран у Сарајеву 26. августа 1942.

## Рат у Босни и Херцеговини (1992—1995)
Током рата у Босни и Херцеговини се израз мухаџир употребљавао за Бошњаке избегле са територија захваћених ратом.

## Употреба код других народа
Мухаџири присталице Мухамедове које су се у Медини окупљале око њега; исељеници, избеглице.
Мухаџер је и назив који користе Пакистанци за оне муслимане који су се у вријеме Гандија преселили из Индије у Пакистан.

## Остале у употребе
Исламска заједница у Суботици је 24. августа 2008. изградила џамију која се зове Мухаџир џамија што у значи џамија расељених.
.
Драма коју је 1909. године објавио Осман Ђикић се зове „Мухаџир“.